# Adiantum rubellum
Adiantum rubellum là một loài dương xỉ trong họ Pteridaceae. Loài này được Moore mô tả khoa học đầu tiên năm 1868.